# Ray Blanton

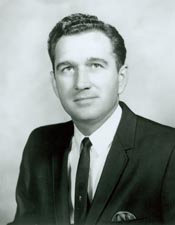
Ray Blanton

Leonard Ray Blanton (* 10. April 1930 im Hardin County, Tennessee; † 22. November 1996 in Jackson, Tennessee) war ein US-amerikanischer Politiker und von 1975 bis 1979 Gouverneur des Bundesstaates Tennessee.

## Leben

### Frühe Jahre und politischer Aufstieg
Ray Blanton studierte an der University of Tennessee und war dann für kurze Zeit Lehrer in Indiana. Anschließend kehrte er in seinen Heimatort Adamsville zurück, um beim Aufbau einer familieneigenen Straßenbaufirma mitzuwirken. 1964 begann seine politische Laufbahn mit der Wahl in das Repräsentantenhaus von Tennessee. Zwischen 1967 und 1972 war er Abgeordneter der Demokratischen Partei im US-Repräsentantenhaus. 1972 bewarb er sich erfolglos um einen Sitz im US-Senat.
Im Jahr 1974 bewarb er sich innerhalb der Demokratischen Partei um die Nominierung für die anstehenden Gouverneurswahlen. Er erhielt nur 23 Prozent der Stimmen, was aber trotzdem reichte, da insgesamt zwölf weitere Kandidaten antraten und niemand mehr Stimmen bekam als er. In der eigentlichen Wahl trat er gegen den Republikaner Lamar Alexander an, seinen späteren Nachfolger. Blanton, der sich 1972 noch als Anhänger der Rassentrennung präsentiert hatte, trat nun als Reform-Demokrat auf und schaffte den Wahlsieg. Das war auch eine Folge der Watergate-Affäre und des Rücktritts von US-Präsident Richard Nixon wenige Monate vor dieser Wahl. Der Skandal brachte den Republikaner Alexander um den Wahlsieg.

### Gouverneur von Tennessee
Blanton ist bis heute einer der umstrittensten Gouverneure von Tennessee. Seine Amtszeit dauerte von 1975 bis 1979. Er schaffte das erste Ministerium für Tourismus bundesweit, mit der Aufgabe Touristen in den Staat zu locken, und reiste in viele Länder, um Investoren nach Tennessee zu holen. Viele Firmen aus Großbritannien, Japan oder Deutschland und anderen Ländern folgten seinem Ruf und bauten Produktionsstätten in Tennessee auf, was Arbeitsplätze schaffte und erhöhte Steuereinnahmen brachte. Der Gouverneur reformierte die Rentengesetzgebung und führte Steuererleichterungen für Ältere ein. Schließlich unterstützte er die Rechte der Frauen und Afroamerikaner.
Auf der anderen Seite standen Korruptions- und Betrugsaffären. Es wurde ihm nachgewiesen, Gefangene gegen Bestechungsgeld begnadigt zu haben. Mitarbeiter, die sich dem widersetzten, wurden entlassen. Z. B. wurde Marie Ragghianti, Vorsitzende des Tennessee Board of Pardons and Paroles rechtswidrig entlassen. Ragghianti verklagte später den Staat Tennessee erfolgreich auf Schadensersatz.
Im Dezember 1978 durchsuchte das FBI die Räume seines juristischen Beraters. Als Ergebnis wurden drei Angestellte verhaftet, auch Blanton musste vor Gericht erscheinen. Er wies alle Anschuldigungen weit von sich.
Am 15. Januar 1979, kurz vor Ende seiner Amtszeit, begnadigte Blanton 52 Gefangene, darunter zwanzig Mörder. Einer der Mörder, Roger Humphreys, war Sohn eines Mannes, der ein politischer Verbündeter Blantons war. Roger Humphreys hatte seine Frau und ihren Freund ermordet.
Blantons offizielle Begründung für die Begnadigungen war die Entlastung der Gefängnisse. Eigentlich sollte erst am 20. Januar die Amtsübergabe an seinen gewählten Nachfolger Lamar Alexander erfolgen. Doch aufgrund der 52 Begnadigungen befürchtete man noch mehr solcher unliebsamen Überraschungen. Daher beschlossen alle Parteien in Tennessee auf Anraten des FBI einmütig, die Amtseinführung Alexanders um drei Tage vorzuziehen.
Blanton wurde für die Begnadigungen nie juristisch belangt.

### Lebensabend und Tod
Nach seiner Amtszeit wurde weiter gegen Blanton ermittelt und im Juni 1981 wurde er unter anderem wegen Betrugs und illegalem Verkauf von Alkohollizenzen zu 22 Monaten Gefängnis in einer Bundesstrafanstalt verurteilt. Einige dieser Punkte wurden 1988 von einem Revisionsgericht wieder aufgehoben. Für den Rest seines Lebens arbeitete Blanton daran, seinen Ruf wieder zu verbessern. Er bewarb sich 1988 auch noch einmal um einen Sitz im US-Repräsentantenhaus, erhielt aber nur sieben Prozent der Wählerstimmen. 1996 starb Blanton an Nierenversagen.

## Weiteres
Der Skandal um die Begnadigungen und die Entlassung Marie Ragghiantis wurde im Spielfilm Marie – Eine wahre Geschichte (1985) thematisiert. Sissy Spacek spielte in diesem Film die Hauptrolle.